# Parque nacional Agua de Brisbane
Agua de Brisbane es un parque nacional en Nueva Gales del Sur (Australia), ubicado a 47 km al norte de Sídney, al borde del Río Hawkesbury. Es un parque de piedra caliza, lugar fabuloso para observar flores salvajes y grabados aborígenes. Se puede marchar, observar las aves y los hermosos panoramas. Entre los puntos resaltantes del parque están los grabados en rocas de a en la vía Woy Woy y las vistas sobre las aguas desde varios puntos como Warrah Trig.